# Addisu Yihune
Addisu Yihune (* 17. März 2003 in Dega Damot, Amhara) ist ein äthiopischer Leichtathlet, der sich auf den Langstreckenlauf spezialisiert hat.

## Sportliche Laufbahn
Addisu Yihune bestritt 2021 seine ersten Wettkämpfe in den Langstreckenläufen. Bei den äthiopischen Meisterschaften belegte er im 5000-Meter-Lauf den fünften Platz. Anfang Juni lief er die Distanz erstmals unterhalb von 13:00,00 min. Im August trat er bei den U20-Weltmeisterschaften im Nachbarland Kenia an, wobei er als Vierter knapp eine Medaille verpasste. 2022 belegte er im Frühjahr beim adizero Road to Records in Herzogenaurach den sechsten Platz im 5-km-Straßenlauf. Später im Sommer trat er in Cali erneut bei den U20-Weltmeisterschaften an. Nach einer deutlich langsameren Laufzeit im Vergleich zum WM-Finale ein Jahr zuvor, konnte er sich gegen die Konkurrenz durchsetzen und die Goldmedaille gewinnen. Zum Jahresabschluss trat er in mehreren Crossläufen in Spanien an. 2024 lief Yihune Ende Mai in Oslo 12:49,65 min über 5000 Meter, womit er zu den zeitschnellsten Athleten über diese Distanz gehört und sich zudem innerhalb des äthiopischen Teams einen Startplatz für die Olympischen Sommerspiele sicherte.

## Wichtige Wettbewerbe
| Jahr                  | Veranstaltung           | Ort                   | Platz                 | Disziplin             | Zeit                  |
| Startet für Äthiopien | Startet für Äthiopien   | Startet für Äthiopien | Startet für Äthiopien | Startet für Äthiopien | Startet für Äthiopien |
| --------------------- | ----------------------- | --------------------- | --------------------- | --------------------- | --------------------- |
| 2021                  | U20-Weltmeisterschaften | Nairobi               | 4.                    | 5000 m                | 13:32,76 min          |
| 2022                  | U20-Weltmeisterschaften | Cali                  | 1.                    | 5000 m                | 14:03,05 min          |

## Persönliche Bestleistungen
Freiluft
- 3000 m: 7:33,94 min, 25. August 2024, Chorzow
- 5000 m: 12:49,65 min, 30. Mai 2024, Oslo

Straße
- 5-km-Lauf: 13:05 min, 27. April 2024, Herzogenaurach
- 10-km-Lauf: 27:28 min, 16. März 2024, Laredo
- Halbmarathon: 1:01:02 h, 8. Oktober 2023, Lissabon

Halle
- 3000 m: 7:36,13 min, 27. Januar 2023, Boston